# Schefflera calva
Schefflera calva là một loài thực vật có hoa trong Họ Cuồng cuồng. Loài này được (Cham.) Frodin & Fiaschi miêu tả khoa học đầu tiên năm 2003 publ. 2004.